# TLM
Tvornica lakih metala je hrvatsko poduzeće iz Šibenika.
Sjedište je na adresi Narodnog preporoda 12, Šibenik.

## Povijest
Tvornica lakih metala osnovana je 1937. godine za izradu aluminija, a od 1955. godine bavi se i njegovom preradom. Znatno je oštećen u velikosrpskoj agresiji na Hrvatsku te je znatno smanjio proizvodne kapacitete. Od 2007. u privatnom je vlasništvu konzorcija Adrial.
20. srpnja 2009. godine podijelila se je na tri nova društva:
- TLM-TVP d.o.o. za proizvodnju valjanih proizvoda
- TLM-TPP d.o.o. za proizvodnju prešanih proizvoda
- Adrial plus d.o.o. za usluge i trgovinu

Nakon druge poslovne krize 2016. godine, TLM je završio u stečaju. Stečaj je okončan 2018. kada ga je kupio slovenski Impol. Obnovljena je proizvodnja i povećan broj zaposenika. 2018. Impol TLM je s oko 420 zaposlenih ostvario 259,6 milijuna kuna prihoda.

## Vanjske poveznice
- Službena stranica